# Henriette Betty Elisabeth Heick
Henriette Betty Elisabeth Heick (* 2. Oktober 1878 in Lübeck; † 10. Januar 1974 in Heiligenhafen) war eine deutsche Malerin.

## Leben

### Familie
Henriette Heick war die Tochter des Kaufmanns Johannes Friedrich Christian Heick, der Teilhaber der Lübecker Eisenwarenhandlung Suhr & Heick war, und dessen Ehefrau Henriette Friederica Christiane, geb. Sager.

### Werdegang
Henriette Heick besuchte in Lübeck die Malschule des Freiherrn Willibald Leo von Lütgendorff-Leinburg.
1926 nahm sie mit dem Ölgemälde An der Obertrave an der 700-Jahr-Feier der Reichsfreiheit in Lübeck teil.
Nachdem sie bereits vorher Aufenthalte in verschiedenen Heilanstalten, unter anderem in der Heilanstalt Strecknitz, in Herborn und Heiligenhafen, nehmen musste, wurde sie wegen Geisteskrankheit 1957 entmündigt.

## Werke (Auswahl)
- Besuch im Atelier, Museum für Kunst und Kulturgeschichte der Hansestadt Lübeck, Lübeck.
- Bauernhaus in Kahlhorst.
- Knabenkopf mit Schülermütze (Ölstudie).
- Knabenkopf (Ölstudie).

## Trivia
Ihr Bild Besuch im Atelier, um 1895 entstanden, zeigt sie nicht an der Staffel malend, sondern als die im Bildhintergrund stehende Frau, die die Dame mit dem Lorgnon betrachtet.